# 罗德尼·摩尔
尊敬的丹斯里詹姆斯·牛顿·罗德尼·摩尔爵士，GCVO，KCB，CBE，DSO（1905年6月9日—1985年5月19日），通常被称为罗德尼·摩尔爵士，是一名英国陆军高级军官。他参加了第二次世界大战和巴勒斯坦紧急状态，并于1957至1959年担任伦敦司令官。摩尔于1959年至1964年被任命为首任马来西亚武装部队总司令。